# Campylopodium itatiaiense
Campylopodium itatiaiense là một loài rêu trong họ Dicranaceae. Loài này được Müll. Hal. Broth. mô tả khoa học đầu tiên năm 1900.